# کوتین پانین
کوتین پانین (روسی: Константин Панин؛ زادهٔ ۸ دسامبر ۱۹۷۵) بازیکن فوتبال اهل اوکراین است.
از باشگاه‌هایی که در آن بازی کرده‌است می‌توان به باشگاه فوتبال قزل‌یار، باشگاه فوتبال غیرت، و باشگاه فوتبال چورنومورتس اودسا اشاره کرد.